# 科欣
18°30′25″S 54°45′36″W / 18.50694°S 54.76000°W

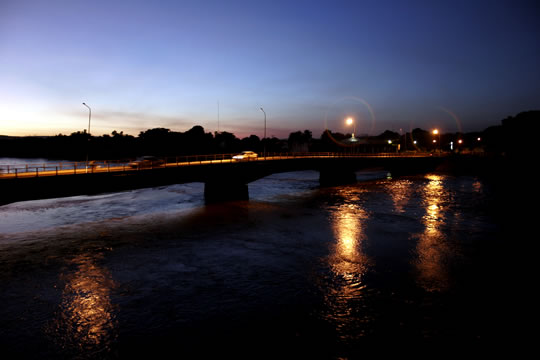
科欣

科欣（葡萄牙語：Coxim），是巴西的城鎮，位於該國西部，由南馬托格羅索州負責管轄，始建於1898年4月11日，面積6,409平方公里，海拔高度238米，2010年人口32,159，人口密度每平方公里5.02人。